# アールベルク線
アールベルク線（ドイツ語;Arlbergbahn）は、オーストリア国鉄の鉄道線の名称である。路線番号は400。オーストリアとスイスを結ぶ路線である。

## 概要
アールベルク線の路線距離の中に105.8 kmがチロル州に、余りの30.9 kmはフォーアールベルク州に属する。東側の高低差は729.2 m、西側のものは752.3 mであり、西側の斜面は東側より急な勾配である。一番長いトンネルはアールベルクトンネルであり、現在の長さは10.6 kmに至る。

## 歴史

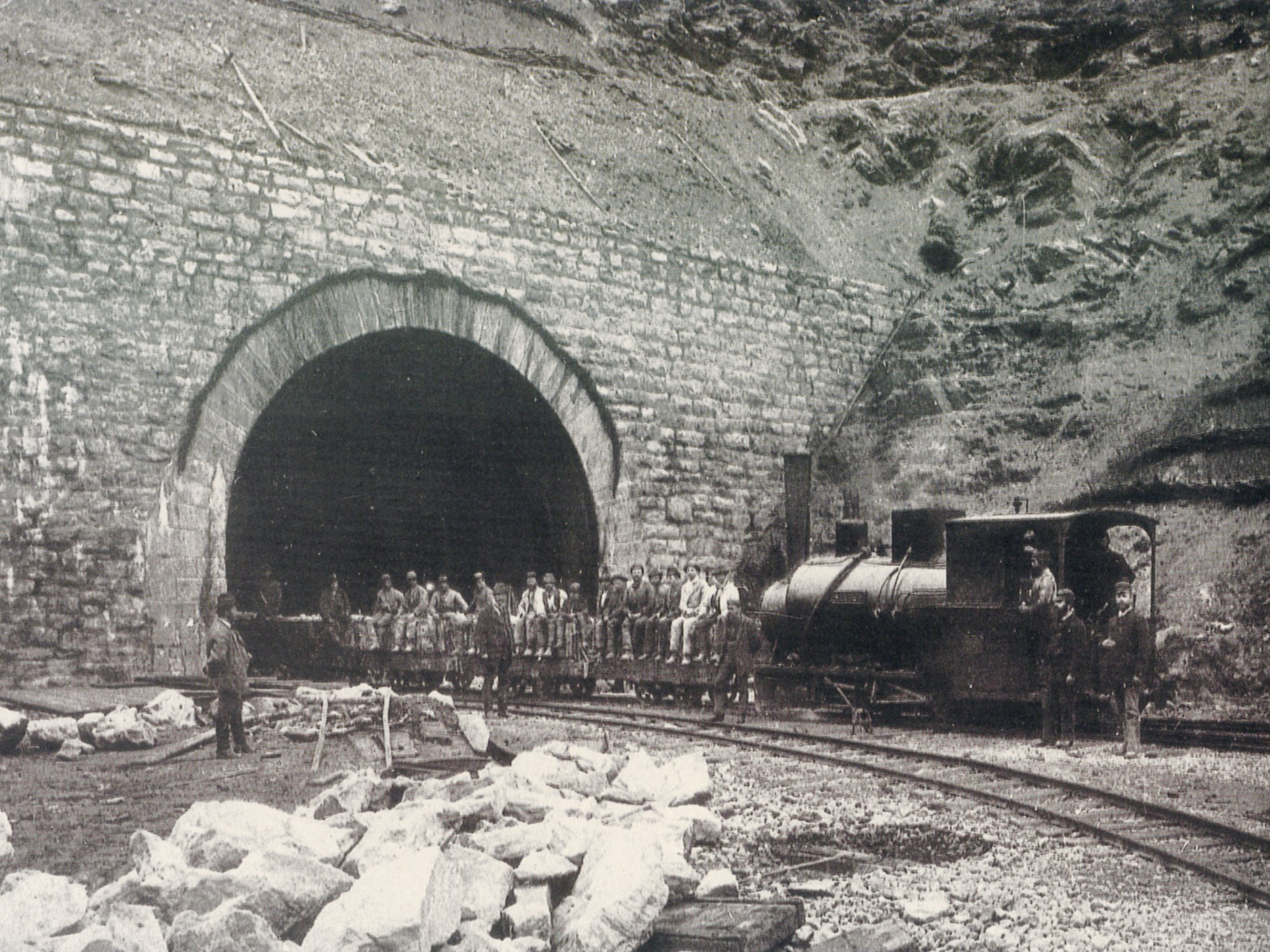
工事当時のアールベルクトンネルの出口

1840年代に英国とエジプトを結ぶ鉄道の経路としてアールベルク峠 (Arlbergpass) が挙論されたが、技術的な難しさの主張も出てきた。しかし1854年ゼメリング鉄道の開通で山岳区間鉄道の建設も不可能だけではないものが証明された。繊維業者のカール＝ガナール(Carl Ganahl、1807~1889)はボーデン湖とアドリア海を結ぶ鉄道建設に賛成し、商工大臣 (Handelsminister) のフライヘル・フォン・ブルク(Freiherr von Bruck)を後援者とした。しかしフォン・ブルクは1855年財務大臣と就任したとき、高い費用の事業を敢行しなかったため、過去の願いを記憶しようとしなかった。一方、ガナールは自分の発想を諦めず、他のヴォーアールベルクの企業家と共に予備許可(Vorkonzession)によってブレンナー線の総監督のアヒレス＝トンメン(Achilles Thommen、1832~1893)に建設の事前準備を任せた。1866年12月チロルとフォーアールベルク州議会は政府に対し、鉄道建設提案を議決した。
普仏戦争中の禁輸措置(Handelsembargo)のためアールベルク線のプロジェクトは緊急になった。その時までプロジェクトを信頼しなかった産業省は1871年の夏オーストリア鉄道省(General-Inspektion)に山岳区間鉄道の新しい計画案を提出した。1870年代アールベルク線のいろいろな経路が考慮されたが、外部の専門家たちはレヒタール経由の鉄道建設と決論を出した。
アールベルク線の建設は1880年6月アールベルクトンネルの建設から始まった。トンネルは1884年5月14日完成されて、総費用は線路と信号装置を含めて3816万5282クロネンだった。インスブルック - ランデク間の建設は1881年9月始まり、1883年7月1日完了された。西側の上り坂の工事が非常に難しくても、全般的な建設作業は意外に早く進行され、翌年9月全区間が開通された。開通の2年前、建設監督のユリウス＝ロト(Julius Lott、1836~1883)は病気のため自分の職責をヨハン＝ポシャッハー(Johann Wilhelm Poschacher、1839~1910)に引き渡した。
インスブルック西駅-中央駅間は1913年3月、ミッテンヴァルト線の電気工事の時、電化された。そのけいけんと水力発電の利点の理由でこの路線の電化は早く行われた。電圧15000 V、周波数16 ⅔ Hzの交流システムが1925年まで全区間に設置され、運営に必要な電力はシュプラー湖とリュッツ発電所から供給された。1920年代からオリエント急行列車がこの路線に投入されていた。

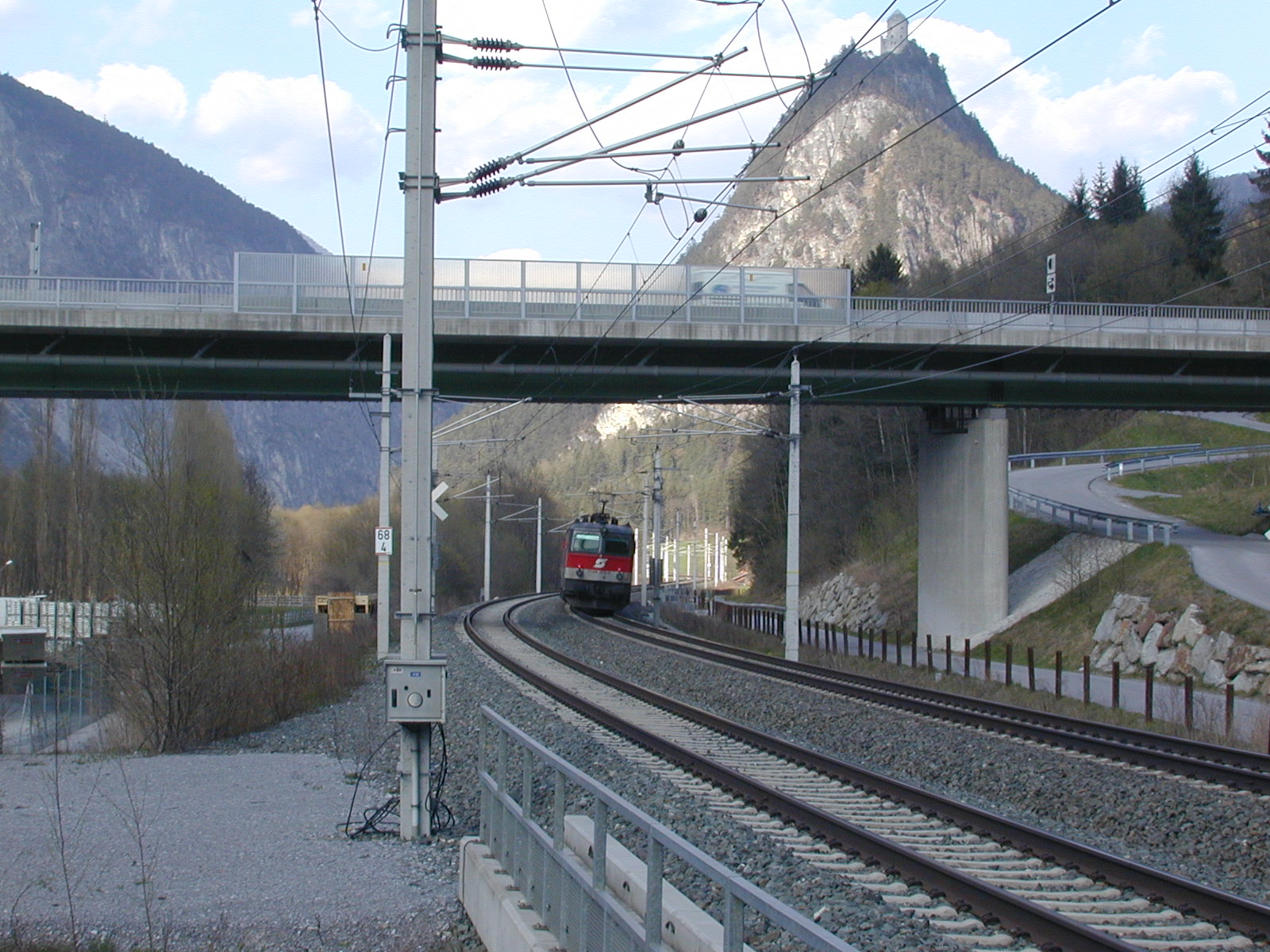
クロンブルク-ランデック・ツァムス間の取り替えられた線路

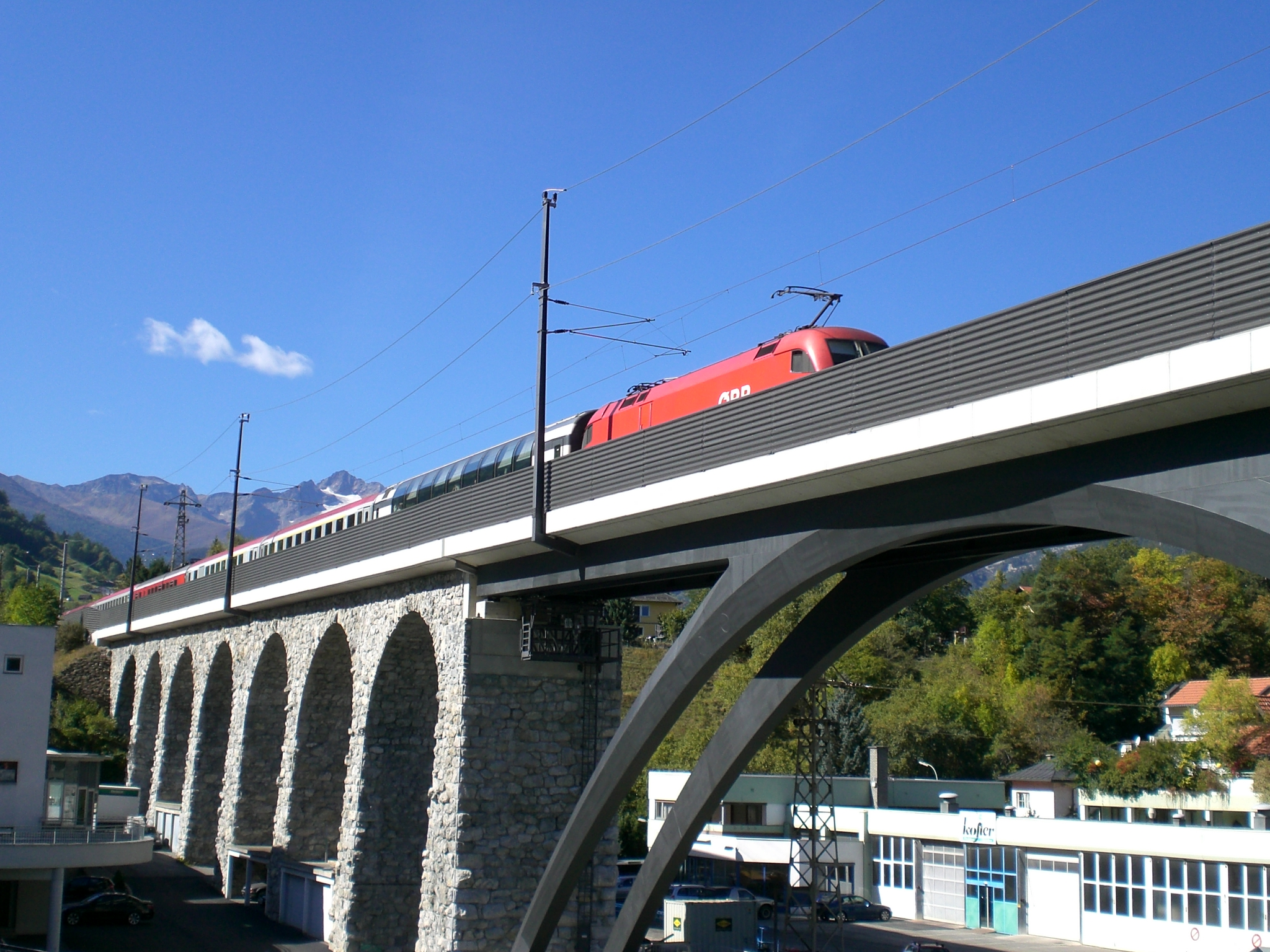
改築されたイン川鉄橋

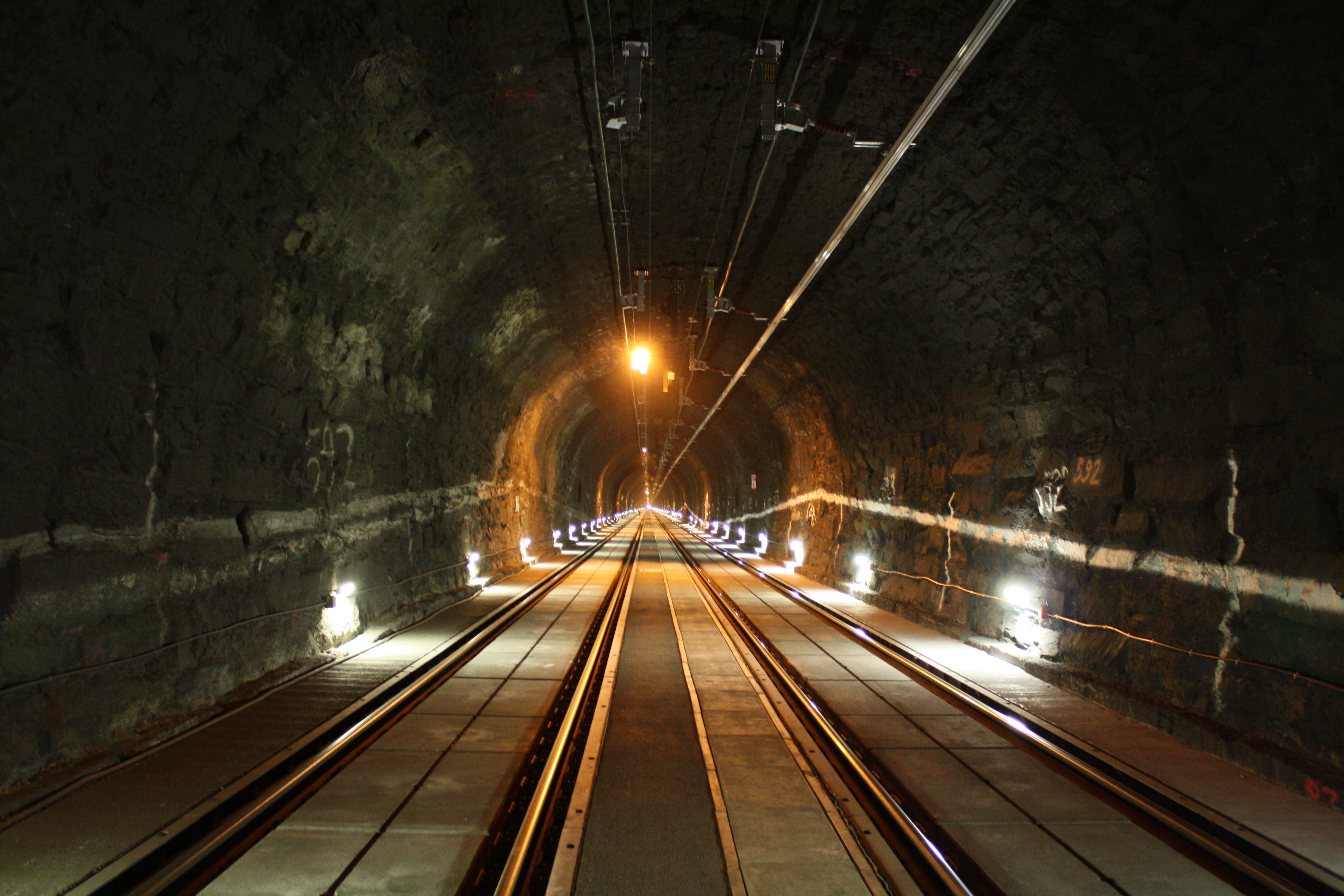
アールベルクトンネルのスラブ軌道

戦後アールベルク線の交通量が増加し、列車の迅速な移動のために幾つの改良工事が今まで行われた。1953年から1956年までインスブルック中央駅 - 西駅間線路の移設が行われた。中央駅から二つの線路、貨物駅(Frachtenbahnhof)から一つの線路が西駅に向かうように設計された。クロンブルク - ランデク＝ツァムス間は単線区間だったが、1999年まで二つのトンネルの新設と共に改良された。2001年アルペンスキー世界選手権大会を準備するためにシュナン - 聖アントン間の改良が必要だった。その結果、アールベルク線は南の方に移設され、シュナン駅、ペトナウ駅及び聖アントン駅移転された。聖アントン駅は今は新しいアールベルクトンネルの入り口と直接に結ばれている。ランゲン・アム・アールベルク - クロェステルレ間にはブリザードナトンネルが既存線路を取り替える。その結果、クロェステルレ駅は廃止された。2004年9月からアールベルクトンネルで大規模の改修工事が行われた。同時に鉄道トンネルと自動車用トンネルの間に避難用通路が2008年3月まで設置された。改修工事は2010年夏まで続き、トンネル内の列車は一時的に単線で運行された。
路線番号は、テルフス以東が301、以西が400であったが、2019年末に400に統一された。

## 運行形態

### 寝台特急「ナイトジェット(NJ)」
下記3系統が、それぞれ一日1往復ずつ運行されている。全て、インスブルック以東は300号線、ブルーデンツ以西は401号線に直通する。2017年以前は、ユーロナイト(EN)として運行していた。
- ウィーン/ブダペスト/プラハ - インスブルック - ブルーデンツ - チューリッヒ　　※ランゲン、ザンクトアントン通過。2018年以前はランデックも通過していた。一部車両はユーロナイト(EN)として運転
- ザグレブ/グラーツ - インスブルック - ブルーデンツ - チューリッヒ　　　※一部車両はユーロナイト(EN)として運転
- ウィーン - インスブルック - ブルーデンツ - ブレゲンツ　　※エッツタール、イムスト停車。

### 超特急「レイルジェット・エクスプレス(rjx)」
ウィーン - インスブルック - ブルーデンツ - ブレゲンツ/チューリヒ間に、下記ユーロシティ(EC)と合わせて1時間に1本の運行。インスブルック以東は300号線、ブルーデンツ以西は401号線に直通する。日中は、下記2種類の運転系統が交互に運行される。
- エッツタール、ランデク、ザンクトアントン停車　（チューリヒ発着系統）
- イムスト、ランデク、ランゲン停車　（ブレゲンツ発着系統）

2016年以前は、2時間に1本の運行で、イムスト、エッツタール、ザンクトアントン、ランゲンとも大部分が停車していた。2018年以前は、レイルジェット(rj)として運行していた他、2016年度以前はブレゲンツ発着便の一部がインターシティ(IC)として運行していた。

### 特急「レイルジェット(rj)」
- リンツ → インスブルック → ブルーデンツ → ブレゲンツ
一日あたり、西行片道1本のみの運行。インスブルック以東は300号線から、ブルーデンツ以西は401号線に直通する。また、冬季・夏季の土曜日限定で運行される臨時列車があり、エッツタール・ザンクトアントンに加えテルフスにも停車する。
2023年度以前は、一日1.5往復運行していた。

### 特急「ユーロシティ(EC)」
- トランサルピン号：　グラーツ - インスブルック - ブルーデンツ - チューリヒ
一日1往復の運行。インスブルックで、ウィーン方面レイルジェット(RJ)と接続する。インスブルック以東は300号線、ブルーデンツ以西は401号線に直通する。
2016年以前は、イムストとランゲンにも停車していた。

### 特急「シュネルツーク(D)」
- インスブルック - ブルーデンツ - ブレゲンツ
一日1往復の運行。ブルーデンツ以西は401号線に直通する。エッツタール、ザンクトアントンに停車する。
2023年度以前はレイルジェット(rj)として運行していたが、2021年度に限り、レイルジェット・エクスプレス(rjx)として運行していた。

### 特急「ヴェストバーン(west)」
- ウィーン - インスブルック - ブルーデンツ - ブレゲンツ
一日1往復の運行。インスブルック以東は300号線、ブルーデンツ以西は401号線に直通する。
2023年12月に運行を開始した。

### 特急「インターシティ・エクスプレス(ICE)」
- スキーエクスプレス・チロル号：　ハンブルク/ミュンヘン - インスブルック - ザンクトアントン　【夏季・冬季の土曜日運行】
夏季の土曜日に一日1往復、冬季の土曜日に一日2往復の運行。インスブルック以東は300号線に直通する。冬季の西行1本に限り、ツィアルに停車する。
過去の運行形態
2022年度に、ランデック以東で運行を開始した。当初は冬季のみ運行で、2往復ともテルフスを通過していた。
2023年度より、夏季も土曜日に一日2往復運行する様になた。全列車がザンクトアントンまで延伸され、1往復がテルフス停車となった。
2024年度より、夏季の運行が1往復に削減された。テルフスは全列車停車となり、冬季の西行1本に限りツィアル停車となった。

- ボーデンゼー号：　インスブルック - ブルーデンツ - ドルトムント
一日1往復運行している。インスブルック以東は300号線、ブルーデンツ以西は401号線に直通する。
2023年度以前はインターシティ(IC)として運行していた。また、2022年夏・秋に限り、テルフスを通過していた。

### 特別快速「シティジェットエクスプレス(cjx)」
- cjx1系統： ランデック → インスブルック　【平日運行】
朝に片道1本のみの運行。
2021年度以前は、快速として運行していた。

### 快速「レギオナルエクスプレス(REX)」
- REX1系統： インスブルック - ランデック
1時間に1本の運行。
過去の運行形態
2016年以前は、時間帯によっては3時間間隔が空くこともあった。
2017年以降、平日は1時間に1本、土曜は2時間に1本の運行となった。休日は2時間に1本の運行で、原則、テルフス以西での各駅停車となっていた。
2021年夏より増発が行われ、終日インスブルク - ランデック間で1時間に1本の運行となった。

### 普通「Sバーン(S)」
下記3つの系統に分かれる。
- S4系統： イェンバッハ - インスブルック - エッツタール
1時間に1本の運行。インスブルック以東は300号線に直通する。うち、3～4往復がランデックまで乗り入れる。
過去の運行形態
2020年以前はS2系統を名乗っていた（ただしランデック発着のうち1往復はS1系統）。かつては主に平日の運行で、休日は一日2往復のみインスブルック→イムストまたはランデック間で運行していたが、2020年夏より休日も1時間に1本に増発された。
2021年度より、S5系統に系統番号が変更となった（ただしランデック発着のうち1往復はS4系統）。
2024年度より、S4系統に系統番号が変更となった。

- S4系統： イェンバッハ - インスブルック - テルフス
1時間に1本の運行。インスブルック以東は300号線に直通する。
2020年以前はS1系統を名乗っていた。

- S4系統： ブレンネロ - インスブルック - フェルス　【平日運行】
平日のみ一日1往復の運行。インスブルック以東は300号線ブレンネロ方面に直通する。
2016年以前は、土曜日も一日片道1本のテルフス方面行が運行していた。

## 駅一覧
- 種別
  - NJ：寝台特急「ナイトジェット」
  - RJ：超特急「レイルジェット」
  - EC：特急「ユーロシティ」
  - ICE：特急「インターシティ・エクスプレス」
  - cjx：特別快速「シティジェットエクスプレス」
  - REX：快速「レギオナルエクスプレス」
  - S：普通「Sバーン」
- 停車駅
  - ■印：全列車停車
  - ●印：一部通過
  - ◐、◑印：半数停車
  - ∨▲印：ブレゲンツ行は通過、ウィーン行は停車
  - ○印：一部停車
  - ｜印：全列車通過

| 路線名 | 駅名                                     | 駅間営業キロ | 累計営業キロ | NJ | rjx | rj | EC | D  | WB | ICE | cjx | REX | S | 接続路線                                             | 所在地               | 所在地                   |
| ------ | ---------------------------------------- | ------------ | ------------ | -- | --- | -- | -- | -- | -- | --- | --- | --- | - | ---------------------------------------------------- | -------------------- | ------------------------ |
| 301    | インスブルック中央駅                     | -            | -0.4         | ■  | ■   | ■  | ■  | ■  | ■  | ■   | ■   | ■   | ■ | 300号線（ウィーン方面、ヴェローナ方面）              | チロル州             | インスブルック市         |
| 301    | インスブルック西駅                       | 1.7          | 1.3          | ｜ | ｜  | ｜ | ｜ | ｜ | ｜ | ｜  | ■   | ■   | ■ | 410号線（ゼーフェルト方面）                          | チロル州             | インスブルック市         |
| 301    | フェルス駅                               | 5.6          | 6.9          | ｜ | ｜  | ｜ | ｜ | ｜ | ｜ | ｜  | ｜  | ●   | ■ |                                                      | チロル州             | インスブルック＝ラント郡 |
| 301    | ケーマテン・イン・チロル駅               | 3.5          | 10.4         | ｜ | ｜  | ｜ | ｜ | ｜ | ｜ | ｜  | ｜  | ○   | ■ |                                                      | チロル州             | インスブルック＝ラント郡 |
| 301    | ツィアル駅                               | 3.8          | 14.2         | ｜ | ｜  | ｜ | ｜ | ｜ | ｜ | ｜  | ｜  | ○   | ■ |                                                      | チロル州             | インスブルック＝ラント郡 |
| 301    | インツィンク駅                           | 2.7          | 16.9         | ｜ | ｜  | ｜ | ｜ | ｜ | ｜ | ｜  | ｜  | ｜  | ■ |                                                      | チロル州             | インスブルック＝ラント郡 |
| 301    | ハッティンク駅                           | 2.3          | 19.2         | ｜ | ｜  | ｜ | ｜ | ｜ | ｜ | ｜  | ｜  | ｜  | ■ |                                                      | チロル州             | インスブルック＝ラント郡 |
| 301    | フラウアリンク駅                         | 2.2          | 21.4         | ｜ | ｜  | ｜ | ｜ | ｜ | ｜ | ｜  | ｜  | ｜  | ■ |                                                      | チロル州             | インスブルック＝ラント郡 |
| 301    | オーバーホフェン・イム・インタル駅       | 4.1          | 25.5         | ｜ | ｜  | ｜ | ｜ | ｜ | ｜ | ｜  | ｜  | ｜  | ■ |                                                      | チロル州             | インスブルック＝ラント郡 |
| 301    | テルフス・プファッフェンホフェン駅       | 1.3          | 26.8         | ｜ | ｜  | ○  | ｜ | ｜ | ■  | ■   | ■   | ■   | ■ |                                                      | チロル州             | インスブルック＝ラント郡 |
| 400    | リーツ駅                                 | 4.3          | 31.1         | ｜ | ｜  | ｜ | ｜ | ｜ | ｜ | ｜  | ｜  | ○   | ● |                                                      | チロル州             | イムスト郡               |
| 400    | シュタムス駅                             | 3.5          | 34.6         | ｜ | ｜  | ｜ | ｜ | ｜ | ｜ | ｜  | ｜  | ■   | ■ |                                                      | チロル州             | イムスト郡               |
| 400    | メッツ駅                                 | 1.6          | 36.2         | ｜ | ｜  | ｜ | ｜ | ｜ | ｜ | ｜  | ｜  | ○   | ● |                                                      | チロル州             | イムスト郡               |
| 400    | ジルツ駅                                 | 2.0          | 38.2         | ｜ | ｜  | ｜ | ｜ | ｜ | ｜ | ｜  | ｜  | ●   | ■ |                                                      | チロル州             | イムスト郡               |
| 400    | ハイミンク駅                             | 4.3          | 42.5         | ｜ | ｜  | ｜ | ｜ | ｜ | ｜ | ｜  | ｜  | ○   | ● |                                                      | チロル州             | イムスト郡               |
| 400    | エッツタール駅                           | 2.9          | 45.4         | ○  | ◐   | ○  | ■  | ■  | ｜ | ■   | ■   | ■   | ■ |                                                      | チロル州             | イムスト郡               |
| 400    | ロッペン駅                               | 4.7          | 50.1         | ｜ | ｜  | ｜ | ｜ | ｜ | ｜ | ｜  | ｜  | ■   | ■ |                                                      | チロル州             | イムスト郡               |
| 400    | イムスト・ピツタル駅                     | 4.6          | 54.7         | ○  | ◑   | ■  | ｜ | ■  | ∨▲ | ■   | ■   | ■   | ■ |                                                      | チロル州             | イムスト郡               |
| 400    | イムシュターベルク駅                     | 4.4          | 59.1         | ｜ | ｜  | ｜ | ｜ | ｜ | ｜ | ｜  | ｜  | ■   | ● |                                                      | チロル州             | イムスト郡               |
| 400    | シェンヴィース駅                         | 3.9          | 63.0         | ｜ | ｜  | ｜ | ｜ | ｜ | ｜ | ｜  | ｜  | ■   | ■ |                                                      | チロル州             | ランデック郡             |
| 400    | ランデック・ツァムス駅                   | 8.8          | 71.8         | ■  | ■   | ■  | ■  | ■  | ■  | ■   | ■   | ■   | ■ |                                                      | チロル州             | ランデック郡             |
| 400    | ザンクト・アントン・アム・アールベルク駅 | 27.6         | 99.4         | ●  | ◐   | ○  | ■  | ■  | ■  | ■   |     |     |   |                                                      | チロル州             | ランデック郡             |
| 400    | ランゲン・アム・アールベルク駅           | 11.3         | 110.7        | ●  | ◑   | ■  | ｜ | ■  | ■  | ■   |     |     |   |                                                      | フォアアールベルク州 | ブルーデンツ郡           |
| 400    | ブルーデンツ駅                           | 25.6         | 136.3        | ■  | ■   | ■  | ■  | ■  | ■  | ■   |     |     |   | 401号線（ブレゲンツ方面）、420号線（シュルンス方面） | フォアアールベルク州 | ブルーデンツ郡           |